# Eodorcadion maurum sajanicum
Eodorcadion maurum sajanicum es una subespecie de escarabajo longicornio del género Eodorcadion, categorizada en la tribu Dorcadionini, de la subfamilia Lamiinae. Fue descrita por Hammarström en 1892.

## Descripción
Mide 13,2-24 mm de longitud.

## Distribución
Se distribuye por Rusia.